# Adelognathus ussuriensis
Adelognathus ussuriensis là một loài tò vò trong họ Ichneumonidae.